# Jedwabne (gmina w województwie białostockim)
Jedwabne (1915–1919 i od 1927 miasto Jedwabne) – dawna gmina o nieuregulowanym statusie istniejąca w latach 191?-1922 w woj. białostockim. Siedzibą władz gminy była osada miejska Jedwabne.
Podczas I wojny światowej, w 1915 roku niemieckie władze okupacyjne wprowadziły administrację cywilną i nadały Jedwabnemu samorząd miejski; miasto liczyło w 1916 roku 728 mieszkańców, lecz miejscowość nie została uwzględniona w dekrecie z 4 lutego 1919 o samorządzie miejskim, ani w jego uzupełnieniach. Ponieważ Jedwabne nie wróciło do kategorii osad i nadal rządziło się ustawą okupacyjną stanowiło jednostkę o nieuregulowanym statusie (powiat kolneński, woj. białostockie)
Ostatecznie, w wykazie podziału administracyjnego GUS:u z 1923 roku (stan na 1 stycznia) Jedwabne nie zostało zaliczone do miast i znalazło się w składzie gminy Jedwabne. Jednakże, z dniem 31 października 1927 Jedwabne otrzymało prawa miejskie i ponownie utworzyło odrębną gminę (miejską).